# Jasmin Bayer

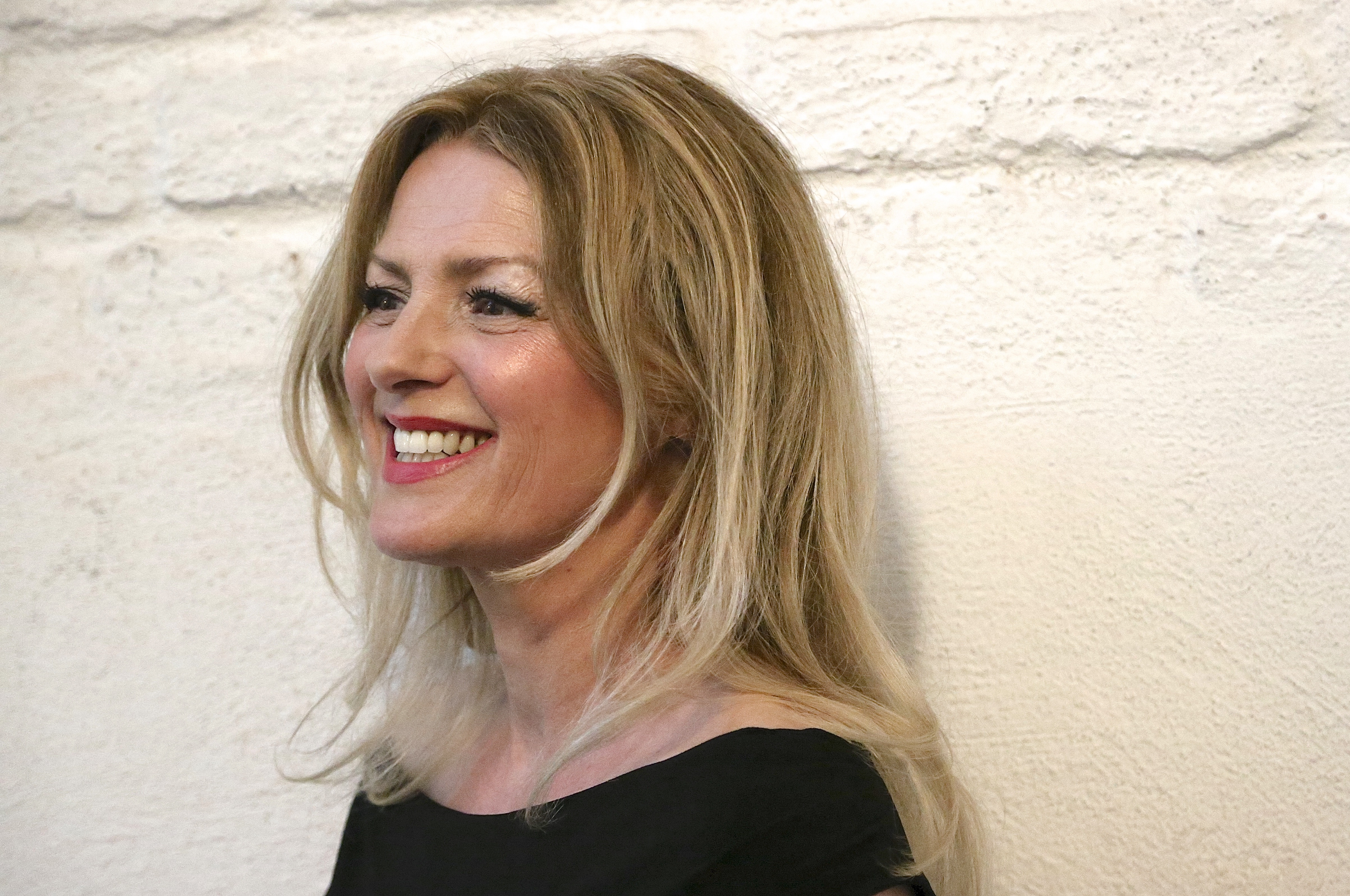
Jasmin Bayer

Jasmin Bayer (* 21. September 1960 in Pforzheim) ist eine deutsche Jazzsängerin, Komponistin und Songtexterin.

## Werdegang
Nach eigenen Angaben sang Bayer als Kind und Jugendliche im Schulchor des Theodor-Heuss-Gymnasiums Mühlacker, wo sie ihre erste Stimmausbildung erhielt und arbeitete international als Model für Agenturen, wonach sie sie ab 1989 das Lee Strasberg Theatre and Film Institute in Los Angeles besuchte. Dort erhielt sie eine Ausbildung in Schauspiel, Stimmbildung und Musical.
Ab 1991 spielte sie als Jasmin Gabler in diversen Spiel- und Werbefilmen mit.
2014 begegnete sie dem Komponisten und Pianisten Davide Roberts in München und begannen eine Zusammenarbeit. Gemeinsam erarbeiteten sie erste Kompositionen, erste Auftritte im Umland von München folgten. Sie gründete ihre Jazz-Formation Jasmin Bayer & Band, mit Davide Roberts (Piano), Peter Tuscher (Trompete), Markus Wagner (Kontrabass) und Christos Asonitis (Schlagzeug).
2016 nahm sie bei Enja ihr Debütalbum „Summer Melodies“ in München auf. Im Jahr 2018 folgte das Album „The Green Unicorn“. Die weiteren Alben „Merry Christmas Baby“ (2021) und „Poetic License“ (2024) erschienen bei Timezone Records.

## Rezeption
- „‚Straight Ahead Jazz‘ ist die absolut korrekte Bezeichnung für das, was Jasmin Bayer auf ihrem Debütalbum ‚Summer Melodies‘ anbietet. Musikwissenschaftler Ekkehard Jost hätte als perfektes Beispiel seiner Begriffsklärung in seiner ‚Sozialgeschichte des Jazz in den USA‘ ihren musikalischen Kosmos heranziehen können.“[7]
- „Neuer Stern am Jazzhimmel.“[8]
- „Weich in der Anlage, makellos in der Atemtechnik: Damit setzte Bayer bei jeder Eigenkomposition deren individuellen Charakter um.“[9]

## Diskografie
- 2016: Summer Melodies (Enja Records/Soulfood)
- 2018: The Green Unicorn (Enja Records/Soulfood)
- 2021: Merry Christmas Baby (Timezone records)
- 2024: Poetic License (Timezone Records)